# Rghioua
Rghioua (àrab: ارغيوة, Irḡīwa) és una comuna rural de la província de Taounate de la regió de Fes-Meknès. Segons el cens de 2014 tenia una població total de 4.218 persones.